# كاثرين سويني هايدن
كاثرين سويني هايدن (بالإنجليزية: Katharine Sweeney Hayden)‏ هي محامية وقاضية أمريكية، ولدت في 30 مايو 1942 في نيويورك في الولايات المتحدة.